# Bela Voda (okręg rasiński)
Bela Voda (cyr. Бела Вода) – wieś w Serbii, w okręgu rasińskim, w mieście Kruševac. W 2011 roku liczyła 1217 mieszkańców.